# Тугулим (смт)
Тугули́м (рос. Тугулым) — селище міського типу, центр Тугулимського міського округу Свердловської області.

## Географія
Селище розташовано над річкою Тугулимка (ліва притока Пишми, басейн Тури), за 6 км від залізничної станції Тугулим (на лінії Єкатеринбург — Тюмень) та за 56 км на захід від Тюмені.

## Населення
Населення — 6001 особа (2010, 6241 у 2002).